# العلاقات التشيلية الفيجية
العلاقات التشيلية الفيجية هي العلاقات الثنائية التي تجمع بين تشيلي وفيجي.

## مقارنة بين البلدين
هذه مقارنة عامة ومرجعية للدولتين:
| وجه المقارنة                                              | تشيلي                         | فيجي                                                                 |
| --------------------------------------------------------- | ----------------------------- | -------------------------------------------------------------------- |
| المساحة (كم2)                                             | 756.10 ألف                    | 18.27 ألف                                                            |
| عدد السكان (نسمة)                                         | 17.37 مليون                   | 915.30 ألف                                                           |
| الكثافة السكانية (ن./كم²)                                 | 22.97                         | 50.1                                                                 |
| العاصمة                                                   | سانتياغو                      | سوفا                                                                 |
| اللغة الرسمية                                             | اللغة الإسبانية               | لغة إنجليزية، اللغة الفيجية، اللغة الفيجي الهندية، اللغة الهندستانية |
| العملة                                                    | بيزو تشيلي، وحدة حساب تشيلية ‏ | دولار فيجي                                                           |
| الناتج المحلي الإجمالي (بليون دولار)                      | 277.08 مليار                  | 5.06 مليار                                                           |
| الناتج المحلي الإجمالي (تعادل القوة الشرائية) بليون دولار | 419.39 مليار                  | 8.32 مليار                                                           |
| الناتج المحلي الإجمالي الاسمي للفرد دولار أمريكي          | 13.42 ألف                     | 4.96 ألف                                                             |
| الناتج المحلي الإجمالي للفرد دولار أمريكي                 | 22.07 ألف                     | 8.79 ألف                                                             |
| مؤشر التنمية البشرية                                      | 0.832                         | 0.727                                                                |
| رمز المكالمات الدولي                                      | +56                           | +679                                                                 |
| رمز الإنترنت                                              | .cl                           | .fj                                                                  |
| المنطقة الزمنية                                           | 00، 00، 00، 00                | ت ع م+12:00                                                          |

## منظمات دولية مشتركة
يشترك البلدان في عضوية مجموعة من المنظمات الدولية، منها:
| علم المنظمة | اسم المنظمة                               | تاريخ انضمام تشيلي | تاريخ انضمام فيجي |
| ----------- | ----------------------------------------- | ------------------ | ----------------- |
|             | المنظمة الهيدروغرافية الدولية             | ?                  | ?                 |
|             | الاتحاد البريدي العالمي                   | ?                  | ?                 |
|             | يونسكو                                    | 7 يوليو 1953       | 14 يوليو 1983     |
|             | البنك الدولي للإنشاء والتعمير             | 31 ديسمبر 1945     | 28 مايو 1971      |
|             | منظمة التجارة العالمية                    | ?                  | ?                 |
|             | وكالة ضمان الاستثمار متعدد الأطراف        | 12 أبريل 1988      | 24 سبتمبر 1990    |
|             | الاتحاد الدولي للاتصالات                  | 1908               | 5 مايو 1971       |
|             | منظمة الشرطة الجنائية الدولية             | ?                  | ?                 |
|             | مؤسسة التمويل الدولية                     | 15 أبريل 1957      | 12 يوليو 1979     |
|             | الأمم المتحدة                             | 24 أكتوبر 1945     | 13 أكتوبر 1970    |
|             | مؤسسة التنمية الدولية                     | 30 ديسمبر 1960     | 29 سبتمبر 1972    |
|             | منظمة حظر الأسلحة الكيميائية              | ?                  | ?                 |
|             | المركز الدولي لتسوية المنازعات الاستشارية | 24 أكتوبر 1991     | 10 سبتمبر 1977    |

## وصلات خارجية
- موقع وزارة الخارجية التشيلية
- موقع وزارة الخارجية الفيجية